# Иванова, Фатима Залимгериевна
Фатима Залимгериевна Иванова (род. 23 мая 1965, Терек, Кабардино-Балкарская АССР) — российский политический и государственный деятель, член Совета Федерации (2013).

## Биография
Окончила Московский институт народного хозяйства им. Г. В. Плеханова, получила степень кандидата экономических наук. Работала главным специалистом аппарата правления Кабардино-Балкарского респотребсоюза, преподавала экономические дисциплины в Северо-Кавказском государственном институте искусств, являлась программным директором радиовещательной фирмы «Студия-А», основала и руководила компанией «Арт-Медиа». Стала депутатом Парламента Кабардино-Балкарии от регионального отделения «Единой России». Председатель Кабардино-Балкарского регионального отделения ООБФ «Российский детский фонд».
26 сентября 2013 года парламент Кабардино-Балкарии по инициативе фракции «Единой России» избрал председателя одного из своих комитетов Фатиму Иванову представителем парламента КБР в Совете Федерации в связи с гибелью в автокатастрофе её предшественника А. Х. Кажарова.
18 декабря 2013 года постановлением Совета Федерации № 483-СФ полномочия Ивановой досрочно прекращены.